# Еміль Боднераш
Еміль Боднераш (рум. Emil Bodnăraș; 10 лютого 1904 року, Ясловец, Герцогство Буковина, Австро-Угорська імперія — 24 січня 1976, Бухарест, Соціалістична Республіка Румунія) — румунський державний, політичний і партійний діяч. Міністр збройних сил Румунії з 5 листопада 1947 року по 4 жовтня 1955 року. Заступник голови Ради міністрів Румунії з 20 серпня 1954 року по 4 жовтня 1955 року і з 20 березня 1957 року по 17 березня 1965 року. Перший заступник голови Ради міністрів Румунії з 4 жовтня 1955 року по 19 березня 1957 року. Міністр транспорту та зв'язку Румунії з 20 березня 1957 року по 27 квітня 1959 року. Заступник голови Державної ради Румунії з 1967 до 1976 року.
Член Центрального комітету та Політбюро Румунської комуністичної партії. З 1946 і до смерті в 1976 був депутатом усіх скликань Великих національних зборів. Один із найвизначніших і найвпливовіших лідерів Румунської комуністичної партії.
Учасник Другої світової війни та державного перевороту 23 серпня 1944 року. Організатор фальсифікації загальних виборів 1946 року та Інцедента в Тамадау.

## Рання біографія
Згідно з офіційною біографією, народився 10 лютого 1904 року в селі Ясловец Герцогства Буковина, яке на той час була частиною Австро-Угорської імперії (нині повіт Сучава в Румунії). Походив зі змішаної сім'ї — батько Йона Боднераш (14 серпня 1871 — 31 березня 1924) був українцем, державним службовцем, а мати Єлизавета Боднераш (2 березня 1879 — 22 червня 1958 р.) була етнічною німкенею. У нього був молодший брат Маноле Боднараш (4 липня 1909 — 9 вересня 1985), який також став державним, політичним і партійним діячем.
Закінчив ліцей «Драгош Воде» у місті Кимпулунг-Молдовенеск, з відзнакою закінчив юридичний факультет Яського університету (1924), так само закінчив Військове училище в Тімішоарі (1927) і Спеціальну школу офіцерів артилерії в Бухаресті.
Після закінчення артилерійської школи Еміль Боднераш отримав звання лейтенанта і був призначений у гарнізон у Чернівцях. Через нетривалий час його перевели до бессарабського гарнізону в Садагурі, до 12-го артилерійського полку (в якому проходив стажування під час навчання в артилерійській школі). Командир полку полковник Редеску, високо оцінивши успіхи в навчанні молодого артилериста, з яким був знайомий з часів його стажування, призначає Боднераша ад'ютантом полку і офіцером відділу контррозвідки. Через кілька місяців полковник Редеску отримує призначення в інший полк. Новий командир 12-го артилерійського полку полковник Іоан Різеску визнав Боднараша «людиною» попереднього командира і зняв його з займаних ним посад. Там же в полку, за непідтвердженими даними, одразу після переведення його завербували комуністи (за одними даними, переведення до 12-го артилерійського полку стало наслідком конфлікту з кимось із членів Румунської королівської сім'ї, за іншими даними переведення відбулося через роман Боднараша з дружиною одного зі своїх командирів). З нагоди щорічного оцінювання особового складу за 1931 рік, полковник Іоан Різеску, командир 12-го артилерійського полку, відзначав цінність Боднераша як офіцера, але дорікав йому у звіті за «нетактовність, пияцтво, постійні грошові позики в товаришів та знайомства з не патріотично налаштованими людьми».
У лютому 1932 року Еміль Боднераш дезертирував зі свого полку і втік до СРСР. Розслідування, проведене відразу після втечі, встановило, що 13 лютого 1932 року Боднераш отримав від вищого за рангом командування дозвіл на поїздку із Садагури до Хотина, виїхавши з розташування полку ввечері 15 лютого 1932 року і прибувши до Хотина наступного дня. Увечері 16 лютого Боднераш вирушив на прикордонний румунський пост біля Хотинської фортеці. Там він представляється лейтенантом із Бухареста, Грігоре Ілієску, і розпитує прикордонників про кордон, дізнається про розташування стаціонарних прикордонних румунських і радянських постів, довідується, чи достатньо міцна крига, і цікавиться «поведінкою і настроями» по той бік кордону. Вранці 17 лютого о 9:30 румунські прикордонники, які патрулювали правий берег Дністра, виявили кашкет лейтенанта і кобуру від револьвера, а на кризі — сліди, які ведуть на лівий берег Дністра. Причини, через які він покинув Румунію і перейшов на територію СРСР, залишаються невідомими, існує кілька гіпотез: за однією з версій, імовірно, міг бути надсекретним агентом румунських спецслужб або румунської військової контррозвідки, був розумним і добре знав німецьку та російську; за іншою версією, був бунтівником, завербованим румунськими комуністами, відправленим на навчання до радянських спецслужб, з наступним поверненням для виконання диверсійних дій у Румунії; за ще однією версією Боднераш був глибоко незадоволений конфліктом між ним і своїм безпосереднім начальником — командиром 12-го артилерійського полку полковником Іоаном Різеску.
Достеменно невідомо, чим займався і що робив Еміль Боднераш у Радянському Союзі. У його особистій справі, що зберігається в Москві, згадується про роботу бухгалтером у період з 1932 по 1934 рік у Москві та Астрахані. За деякими даними, як агент радянської розвідки, навчався у розвідшколі в Астрахані, а в Москві навчався у Центральній школі ГУДБ НКВС СРСР.

## Арешт та діяльність у керівництві компартії
21 липня 1934 року Боднераш потайки повертався до Румунії для виконання спеціальних завдань, доручених йому Розвідувальним управлінням РСЧА — радянською воєнною розвідкою, однак у поїзді його впізнав один зі своїх однокурсників з військового училища — лейтенант Георге Апостолеску, — а згодом його заарештували в Бухаресті на платформі Північного вокзалу одразу після прибуття поїзда. За свідченнями іншого офіцера, підполковника Андрія Попіляна, який обговорював з Апостолеску обставини цієї справи, відомо, що в купе поїзда між Боднерашем і Апостолеску відбулася розмова, під час якої майбутній комуністичний лідер запитав Апостолеску: «Цікаво дізнатися, чи пов'язане те, що пишуть у газетах про моє дезертирство й утечу до СРСР, з моїми комуністичними переконаннями?». Так само Боднераш зізнався, що він насправді — агент Сигуранци, а вся «історія» довкола нього мала місце для того, щоб «збити з пантелику та заплутати громадську думку»; однак це малоймовірно з огляду на те, з якою легкістю агент себе розкрив. Історик Крістіан Тронкоте у своїй книзі «Історія румунських спецслужб» пише:
«На перший погляд здається, що дезертирство було лише прикриттям для агента румунських спецслужб, його легенду переконаного комуніста створили для відправки в СРСР, і там він став подвійним агентом, завербованим радами, однак у мене є великі сумніви з приводу цієї версії. Легкість, з якою його, як агента військової контррозвідки, спіймали й заарештували (за доносом колишнього однокурсника з військового училища, лише за два роки після дезертирства) і він залишався у в'язниці майже вісім років, украй дивна і виправдана, мабуть, лише в тому разі, якщо Боднераш „провалив“ у СРСР ту місію, яку йому доручили, і став радянським агентом, чого румунські спецслужби пробачити йому не могли. З іншого боку, мені важко повірити, що радянським спецслужбам удалося завербувати для проведення секретних місій на території Румунії настільки непередбачувану, горду і зарозумілу людину»
У травні 1935 р. засуджений судом до 10 років примусових робіт за дезертирство у мирний час, крадіжку офіційних документів та злочини проти державної безпеки. Після перегляду вироку термін ув'язнення було скорочено до 5 років позбавлення волі; покарання відбував в Аюді, Галаці, Брашові, Дофтані та Карансебеші. У Дофтані Боднераш подружився з Георге Георгіу-Дежем, а в 1940 став членом Румунської комуністичної партії.
Перебуваючи у в'язниці в Брашові, Боднераш дізнався, що отримав радянське, але втратив румунське громадянство, оскільки обіймав державні посади в СРСР. «Я отримав громадянство СРСР у Брашовській в'язниці за офіційним зверненням, складеним посольством на підставі запиту від мого імені та імені мого брата. Бути радянським громадянином у ті роки для румунського громадянина було вигідно, той, хто отримав радянське громадянство, був елементом, з яким не рекомендували поводитися жорстоко і його бити», — пояснив сам Боднераш у стенограмі 1952 року.
7 листопада 1942 був звільнений з в'язниці в Карансебеші на пропозицію Сигуранци — Секретної інформаційної служби румунської армії. «Після звільнення мої товариші дали мені велику суму грошей, 50 000 леїв, яку я сховав у коробку, щоб відправити мого брата разом зі своїм одягом та речами; так само від себе особисто я передав братові 10 000 леїв. Тоді це була велика сума». Боднераш заплатив 8 000 леїв комісару з безпеки, який видавав документи, щоб той не звертав увагу на наявність радянського громадянства, що, згідно із законами того часу, призвело б до заслання до табору.
Після звільнення оселився у свого брата Маноле в Галаці та приєднався до «національної» фракції Георге Георгіу-Дежа. Решту грошей, отриманих від товаришів по партії, використовує протягом двох років для організації власної фабрики з виробництва вапна, цементу і плитки. Доходи від підприємства, що базується в Галаці, давали йому змогу подорожувати країною і бувати в Бухаресті, перебуваючи, однак, під наглядом Сигуранци. У Бухаресті отримував інформацію від агента на ім'я Кендлер, торговця лісоматеріалами, який платив за наказом Боднераша в 1943 р. 30 000 леїв на місяць полковнику Еначе Борческу, службовцю Генерального штабу румунської армії, за інформацію про пересування румунських і німецьких військ. Звичайним місцем зустрічі Кендлера і Борческу була греко-католицька церква в Бухаресті (з інтерв'ю Траяна Борческу британському журналісту Деннісу Делетанту, 8 березня 1995 року).
У Тиргу-Жіу Еміль Боднераш симулюючи напад апендициту, потрапляє в одну лікарняну палату з «хворим» Георгіу-Дежем. Там разом вони розробляють заходи щодо усунення секретаріату Комуністичної партії Румунії на чолі зі Штефаном Форішем, складають плани альянсу зі створення Народного фронту і план втечі Георгіу-Дежа (незабаром після приходу до влади Георгіу-Дежа, 9 червня 1945 року, Фориша схопив загін Секурітате, а за рік по тому вбила його за розпорядженням нового партійного керівництва — його забив насмерть ломом керівник Секурітате Георге Пінтиліє).

## Період 1944—1947

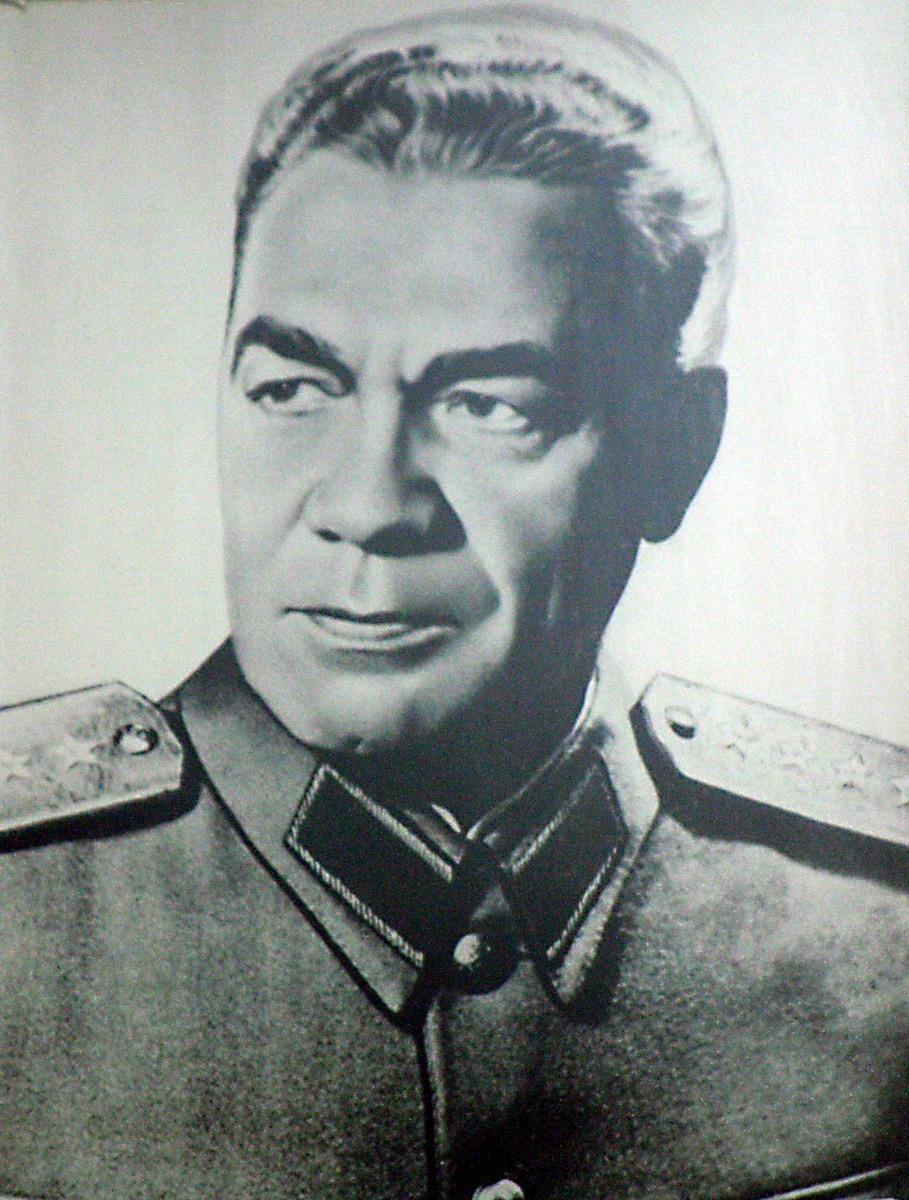

У 1944 Боднераш вирушив до Бухаресту, де зв'язався з Костянтином Пирвулеску та Йосипом Рангецем, стверджуючи, що є агентом Кремля, надісланим для реорганізації Комуністичної партії. Разом вони спланували усунення Штефана Форіша з посади генерального секретаря Румунської компартії, оголосивши його зрадником та агентом Секурітате. 4 квітня 1944 року, після бомбардувань Бухареста американськими ВПС, Боднераш і Рангець захопили Форіша і під загрозою застосування зброї змусили його підписати заяву про відставку. Прибувши до будинку, де жив Штефан Форіш, Боднераш представив йому, як він сам стверджував, повідомлення від Комуністичного інтернаціоналу, в якому повідомлялося, що керівництво Комуністичної партії Румунії розпущено, а всі зв'язки, включаючи конспіративні шифри (тобто імена членів і вдома змови), мають бути передані новому керівництву партії. Колишнє керівництво також мало перейти у розпорядження призначеному новому керівництву.16 квітня 1944 року Боднераш повідомляв Георгіу-Дежу в зашифрованому листі, відправленому тому до в'язниці, що місію виконано:
«Наскільки довгою була підготовка, настільки швидким і швидким стало саме дійство. Усього за три години ми завершили дію. Спадщину (партійні документи) було передано нам, а глава сім'ї (Голова компартії Форіш), його дружина (Вікторія Сирбу) і друг родини (архіваріус Ремус Кофлер, помічник Форіша) були переведені в хороший санаторій (безпечний конспіративний будинок). О першій годині ночі ми передали шифри і все родинне багатство до рук найвправнішого з нас, нашого старшого друга (Констянтина Пирвулеску), який сьогодні є головною опорою нашої сім'ї».
Тріумвірат Пирвулеску — Рангець — Боднераш очолював партійне керівництво аж до втечі Георге Георгіу-Дежа з в'язниці у серпні 1944 року.

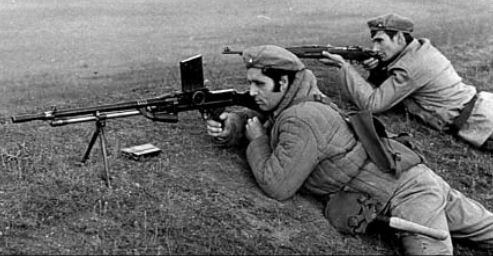
Солдати патріотичної охорони (гвардії)

Боднераш займався організацією підпільних воєнізованих організацій (Патріотичної охорони, якій у комуністичний період надавалося перебільшене значення) і координував дії з саботажу на передовій у румунській армії, розташованій у Молдові («Яські ворота») під час наступу радянських військ у серпні 1944 в Ясько-Кишинівської операції.
23 серпня 1944 р. Еміль Боднераш (під ім'ям інженера Чаушу) разом з Лукреціу Петрешкану (представник Компартії Румунії) брав участь у державному перевороті, в результаті якого від влади був усунений маршал Румунії, глава уряду та кондукетор Іон Антонеску ; змову очолював особисто король Міхай I. Група комуністів, до якої входив Боднераш, узявши під варту Іона Антонеску, міністра закордонних справ Міхая Антонеску та інших осіб, утримувала їх у полоні, а пізніше передала радянському військовому командуванню.
Після виборів 1945 року Боднераш став членом Центрального комітету і Політбюро Румунської комуністичної партії. З 1946 і до смерті 1976 року був депутатом усіх скликань Великих національних зборів. З березня 1945 до 5 листопада 1947 був генеральним секретарем президії Ради міністрів, керівником секретної служби румунської армії, відповідав за нагляд за секретними службами. Організатор фальсифікації загальних виборів 1946 року та Інциденту в Темедеу.
Еміль Боднераш був одним із найважливіших політичних діячів часів Георгіу-Дежа. Перебував у постійному контакті з радянськими спецслужбами, яким регулярно передавав звіти про діяльність лідерів румунської компартії, що згодом було доведено у випадку з Анною Паукер.
5 листопада 1947 року після усунення від влади міністра закордонних справ Георге Тетереску та його прихильників, Боднераш був призначений міністром збройних сил Румунії (міністром оборони) з присвоєнням звання генерал-полковника.

## Період Георгіу-Дежа
У той час, коли на чолі Комуністичної партії Румунії знаходився Георге Георгіу-Деж, Боднераш займав низку важливих державних постів:
- Міністр збройних сил Румунії (5 листопада 1947 — 4 жовтня 1955)
- Заступник голови Ради міністрів Румунії (20 серпня 1954 — 4 жовтня 1955)
- Перший заступник Голови Ради міністрів Румунії (4 жовтня 1955 — 19 березня 1957)
- Заступник голови Ради міністрів Румунії (20 березня 1957 — 17 березня 1965)
- Міністр транспорту та зв'язку Румунії (20 березня 1957 — 27 квітня 1959)

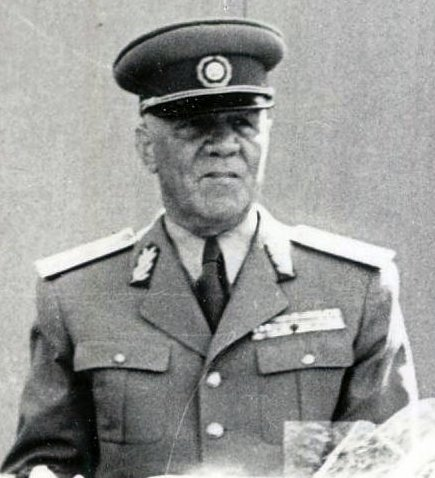
На святкуванні 14-ї річниці звільнення Румунії від фашизму, 23 серпня 1958 року

5 листопада 1947 року Еміль Боднераш був призначений міністром збройних сил (оборони) Румунії, змінивши на цій посаді генерала армії Міхая Ласкара, який став його заступником; залишався на чолі міністерства до 4 жовтня 1955 року. 20 березня 1957 року був призначений міністром транспорту Румунії. На посаді міністра оборони координував совєтизацію армії. Це дозволило включити Румунію до радянської стратегічної системи стримування на початковому етапі Холодної війни, а пізніше країна вступила до Організації Варшавського договору. Боднераш відправив ряд молодих румунів, вірних комуністичній справі, до Москви для навчання у різних вищих військових навчальних закладах. Серед них був Ніколає Чаушеску, близький соратник Боднераша, який раніше став начальником Вищого політичного управління збройних сил і заступником міністра оборони з присвоєнням звання бригадного генерала — незважаючи на те, що той ніколи не служив в армії.
З 21 по 26 серпня 1955 року в Румунії з візитом знаходився Перший секретар ЦК КПРС Микита Хрущов. На думку деяких істориків, під час полювання на ведмедя на околицях села Будаку-де-Сус (Журець Бистриця-Несеуд), саме Боднераш зіграв ключову роль у впливі на Хрущова, щоб той прийняв рішення про виведення Радянської армії з Румунії. Спочатку Микита Хрущов, який відмовлявся виводити радянські війська «… з огляду на НАТОвську загрозу з Туреччини», проте пізніше погодився. 3 грудня 1956 року в Москві було підписано радянсько-румунську декларацію «Про тимчасовий характер перебування військового контингенту СРСР на території Румунії». Незабаром із Румунії почали відкликати радянських військових радників і фахівців із питань оборонної промисловості. 17 квітня 1958 року СРСР офіційно заявив уряду Румунії про намір вивести радянські війська з її території. 24 травня 1958 року Румунія і СРСР підписали угоду про репатріацію радянських військовослужбовців, які перебувають на території Румунії. Угодою було передбачено графік виведення військ із червня до серпня 1958 року.
Під час Угорської революції 1956 року Боднерашу було доручено придушувати будь-яку можливу підтримку угорських повстанців з боку румунів. У листопаді 1956 року входив до складу делегації, на чолі з Георгіу-Дежем, яка відвідала Угорську Народну Республіку і провела переговори з Головою Ради міністрів ВНР Яношем Кадаром про придушення угорської революції.
Після смерті свого найближчого соратника і керівника партії та держави Георгіу-Дежа, 19 березня 1965, Боднераш залишався один із найвпливовіших членів Політбюро, виступав проти реорганізації партії, запропонованої Йосипом Кишинівським і Мироном Константінеску і підтримав обрання молодого Ніколає Чаушеску на посаду керівника партії; до трійки кандидатів також входили перший заступник прем'єр-міністра Георге Апостол і міністр внутрішніх справ Александру Дрегич.

## Період Ніколає Чаушеску

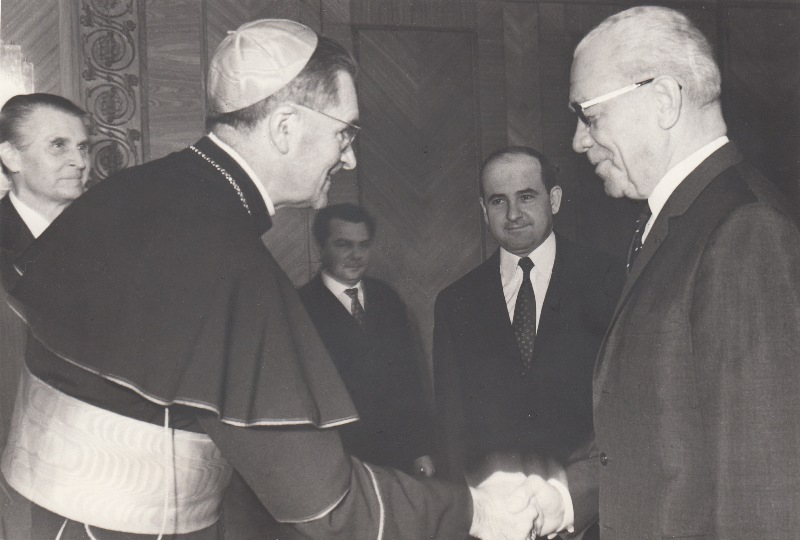
Прийом у Державній Раді Румунії. На передньому плані: Еміль Боднераш і кардинал Юліус Депфнер, 11 листопада 1971

Боднераш був одним із вірних соратників Ніколає Чаушеску. Деякий час продовжував обіймати посаду першого заступника голови Ради міністрів Румунії (18 березня 1965 — 8 грудня 1967). Опісля обіймав кілька номінально «важливих» посад — заступника голови Державної ради Румунії (1967—1976) і члена Комітету національної оборони Румунії (1969—1976). До самої смерті Еміль Боднераш залишався одним із найвпливовіших членів Комуністичної партії Румунії, був нагороджений багатьма високими орденами і медалями.
У 1969 переніс серцевий напад і в листах просив Чаушеску зняти його з усіх постів, мотивуючи це поганим станом здоров'я і неможливістю, як раніше, брати участь у роботі партії. Влітку-восени 1974 року надіслав ще кілька листів Чаушеску зі словами «дорогий Ніколає», «старий друг і товариш», «назавжди піти у відставку з будь-якої керівної посади в партії та державі». Чаушеску відмовив йому у проханні. У 1975 переніс операцію на очах.
Еміль Боднераш помер 24 січня 1976 року в Бухаресті від інфаркту. На відміну від інших партійних лідерів, яких поховали біля Пам'ятника героям-комуністам у Ліберті-парку (нині парк Кароля I), останки Боднераша помістили в масивну металеву труну і поховали, за його бажанням, поряд із церквою, побудованою на його особисті гроші, в його рідному селі Ясловец у Сучавському повіті.

## Сім'я
Був одружений із Флорикою Мунзер, колишньою дружиною Раду Менеску (анархіст і колишній заступник міністра фінансів), з якою пізніше розлучився через те, що партія вимагала одружуватися тільки з румунками, а росіянки або єврейки виключалися. У шлюбі народилася дівчинка, яка пізніше померла від раку. Так само усиновив хлопчика Георгіцу.

## Нагороди
державні
- Орден Праці І ступеня (1948)
- Орден Зірки Румунії І ступеня (1948, 1954)
- Орден «Захист Вітчизни» І ступеня (1949)
- Орден «23 серпня» І ступеня (1959)
- Герой Соціалістичної Праці (1959)
- Медаль «40 років проголошення республіки» (1961)
- Медаль «20 років визволення Вітчизни» (1964)
- Медаль «20 років Збройних сил СРР» (1964)
- Орден Тудора Володимиреску І ступеня (1966)
- Медаль «25 років визволення Вітчизни» (1969)
- Орден «Перемога Соціалізму» (1971)

іноземні
- Орден Заслуг Угорської Народної Республіки (1947, Угорщина)
- Великий хрест ордена Білого лева «За Перемогу» (1947, Чехословаччина)
- Орден «За військові заслуги» I ступеня (1955, Болгарія)

## Пам'ять
З 7 вересня 1976 року по 20 травня 1996 року комуна Мілішівці (нині місто), до якої входило село Ясловець, носила ім'я Еміль Боднераш. В даний час навпроти культурного центру в селі Ясловець встановлено погруддя Боднераша.

## Факти
- Еміль Боднераш, подібно патріарху Румунському Юстиніану і Петру Грозу, був близьким другом головного рабина Румунії Моїсея Розена та його дружини Амалії, надавав їм таємну підтримку в роки становлення сталінізму в Румунії (1947—1953), про що писав сам Мойсей Розен у своїй автобіографії «Небезпеки… Випробування… Дива», опублікованій 1990 року.
- Після того, як Еміль Боднераш став міністром збройних сил Румунії, він займався збором документів про своє дезертирство в СРСР, які були складені військовими та судовими органами. Дані документи були виявлені після смерті Боднераша в його сейфі, в папці, в якій так само зберігалося його листування 1945—1947 років з принцесою Ілеаною (тіткою короля Міхая I), з якою, як подейкують, він мав більш ніж привілейовані стосунки, незважаючи на офіційну мову листів.[14]